# Ronde van Spanje 2015

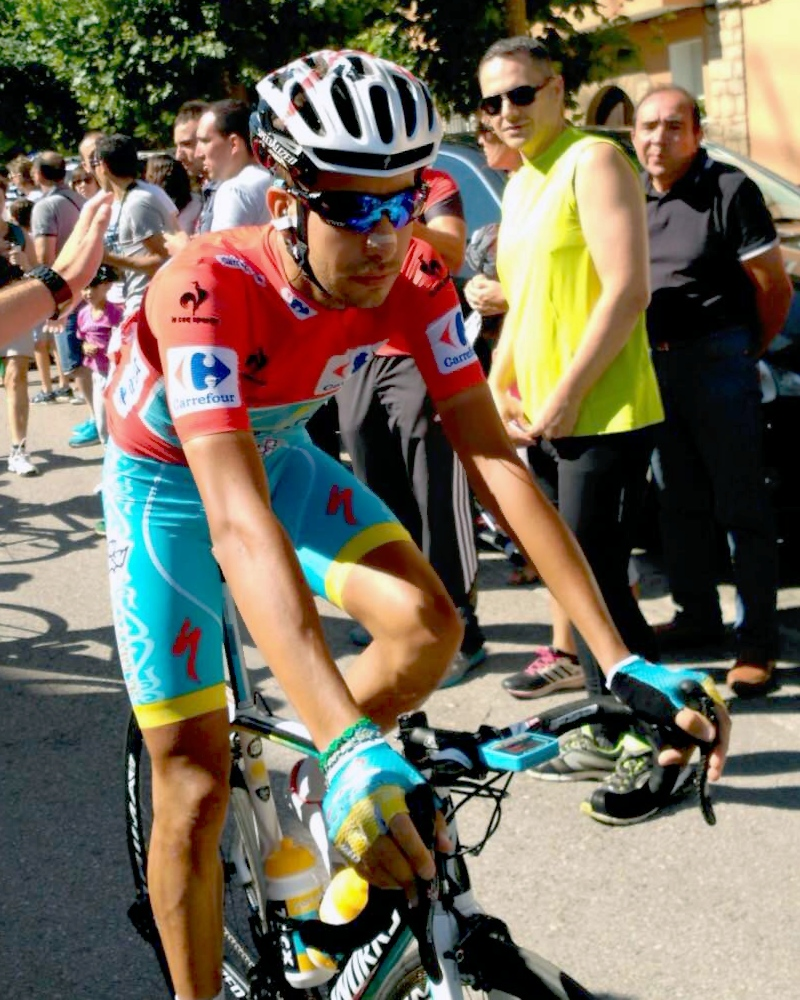
Winnaar Fabio Aru

De 70e editie van de Ronde van Spanje startte op zaterdag 22 augustus 2015 in Marbella met een ploegentijdrit over 7,4 km. De ronde eindigde op zondag 13 september in Madrid. Er startten 22 ploegen, de 17 UCI World Tour-ploegen en 5 procontinentale ploegen via wildcards. Spanjaard Alberto Contador was uittredend winnaar, hij was niet aanwezig om zijn titel te verdedigen. Deze editie werd gewonnen door de Italiaan Fabio Aru. De Nederlander Tom Dumoulin deed lang mee voor de eindoverwinning, maar verloor in de laatste bergetappe de rode leiderstrui. Hij won wel de Prijs van de Strijdlust.

## Parcours
Het parcours van deze editie was een beetje atypisch. Anders dan in andere jaren lag het hoofdaccent niet op de slotweek, maar op de tweede week, waarin de Pyreneeën aangedaan werden. De start van de drieweekse Vuelta vond plaats in de jachthaven Puerto Banús bij Marbella met een ploegentijdrit naar het centrum van de stad. Nadat verschillende renners kritiek uitten over het parcours (onder andere over een zandweg, een houten bruggetje en rubberen matten), besloot de organisatie om de tijdsverschillen niet te laten meetellen voor het individuele klassement. De eerste renner van de winnende ploeg kreeg wel de rode leiderstrui. In de tweede rit lag de aankomst op een klimmetje waar de klassementsrijders al seconden kunnen pakken. De derde etappe naar Málaga was een typische sprintersetappe. De volgende hellende aankomst was te vinden in de zesde etappe met aankomst op een kort steil klimmetje, gevolgd door de zevende etappe met aankomst op La Alpujarra. Na de negende etappe volgde de eerste rustdag waarna de renners doorstaken naar Andorra.
De tweede was op papier zwaarder dan de derde week. De elfde rit naar Cortals d'Encamp was meteen de Koninginnenrit in deze Vuelta. De renners moesten één beklimming van 2e categorie, vier van eerste categorie en een van de buitencategorie afwerken, waaronder de Collada de la Gallina. De twee daaropvolgende ritten waren overgangsritten en de veertiende etappe was een bergrit naar Alto Campoo. Ook de vijftiende etappe was een zware rit met een flinke beklimming aan het einde. De zestiende rit was eveneens een zeer zware waarin vooral de opeenvolging van verscheidene bergen onderweg zwaar te verteren leek. Ook de vermoeidheid van de vorige twee ritten en de aankomst op een berg van de buitencategorie (Ermita del Alba in Quirós) speelden een rol. De derde week was gericht op aanvallers. De zeventiende etappe was een tijdrit in Burgos over 39 km en de enige die meetelde voor het klassement. De slotrit naar Madrid was traditiegewijs een sprint.

## Favorieten
De volledige top 4 van de Ronde van Frankrijk 2015 verscheen aan de start dit jaar. Dit waren Chris Froome, Nairo Quintana, Alejandro Valverde en Vincenzo Nibali. Uittredend winnaar Alberto Contador kwam zijn titel niet verdedigen na eerder al de Ronde van Italië 2015 en Ronde van Frankrijk 2015 te hebben gereden. 
Team Sky kon niet op het sterkste team rekenen. Chris Froome hoopte de eerste renner te zijn sinds Bernard Hinault (1978) die zowel de Tour als de Vuelta in hetzelfde jaar wist te winnen, hoewel hij zelf niet zeker was over zijn kansen op de eindwinst. Meestal rijdt de winnaar van de Tour de Vuelta niet i.v.m. vermoeidheid. Froome bleek na afloop van de zware 11e etappe zijn middenvoetsbeentje gebroken te hebben en reed de ronde niet uit. Zijn team- en landgenoot Geraint Thomas zou proberen zo lang mogelijk mee te strijden voor het klassement, maar kon uiteindelijk niet de rollen omdraaien. Astana Pro Team kwam wel met zijn sterkste selectie aan de start, met Vincenzo Nibali, winnaar in 2010 en 2de in 2013, en Fabio Aru en Mikel Landa, respectievelijk 2de en 3de in de voorbije Giro. Nibali werd echter in de tweede etappe al uitgesloten doordat hij na een val te lang aan een volgauto beef hangen. Team Movistar pakte ook uit met het succesvolle duo Nairo Quintana en Alejandro Valverde, 2e en 3e in de voorbije Tour. Dit keer werden Quintana en Valverde beiden als kopmannen uitgespeeld.
Het lijstje toppers werd nog aangevuld met klimmers als Joaquim Rodríguez, Rafał Majka, Tejay van Garderen, Domenico Pozzovivo, Andrew Talansky en Fränk Schleck. Tijdens de weinige sprintetappes was het uitkijken naar Peter Sagan, viervoudig groene trui-winnaar in de Ronde van Frankrijk. Ook John Degenkolb was aanwezig, net als Nacer Bouhanni, die in de Tour moest opgeven vanwege een valpartij.

## Deelnemende ploegen
Alle zeventien UCI World Tour ploegen hebben het recht en de plicht om deel te nemen aan de Ronde van Spanje 2015. Daarnaast heeft de organisatie nog vijf wildcards vergeven aan teams die geen deel uitmaken van de World Tour.
| 17 UCI World Tour-ploegen | 17 UCI World Tour-ploegen | 17 UCI World Tour-ploegen | 5 wildcards            |
| ------------------------- | ------------------------- | ------------------------- | ---------------------- |
| AG2R La Mondiale          | Giant-Alpecin             | Movistar                  | Caja Rural-Seguros RGA |
| Astana                    | IAM Cycling               | Orica-GreenEdge           | Cofidis                |
| BMC Racing Team           | Katjoesja                 | Team Sky                  | MTN-Qhubeka            |
| Cannondale-Garmin         | Lampre-Merida             | Tinkoff-Saxo              | Team Europcar          |
| Etixx-Quick Step          | LottoNL-Jumbo             | Trek Factory Racing       | Colombia               |
| FDJ                       | Lotto Soudal              |                           |                        |
|                           |                           |                           |                        |
|                           |                           |                           |                        |

## Etappe-overzicht
| Rit | Datum        | Start-Finish                                     | Afstand (km)                | Type etappe                 | Winnaar | Ploeg | Klassementsleider           |                             |
| --- | ------------ | ------------------------------------------------ | --------------------------- | --------------------------- | --- | --- | --------------------------- | --------------------------- |
| 1   | 22 augustus  | Puerto Banús – Marbella                          | 7,4                         | Ploegentijdrit              | BMC Racing Team (Atapuma, Burghardt, De Marchi, Drucker, Moinard, Rosskopf, Sánchez, Van Garderen en Velits) | BMC Racing Team (Atapuma, Burghardt, De Marchi, Drucker, Moinard, Rosskopf, Sánchez, Van Garderen en Velits) | Peter Velits                |                             |
| 2   | 23 augustus  | Alhaurín de la Torre – Caminito del Rey (Álora)  | 158,7                       | Heuvelrit                   | Esteban Chaves                                                                                               | Orica-GreenEdge                                                                                              | Esteban Chaves              |                             |
| 3   | 24 augustus  | Mijas – Málaga                                   | 158,4                       | Vlakke rit                  | Peter Sagan                                                                                                  | Tinkoff-Saxo                                                                                                 | Esteban Chaves              |                             |
| 4   | 25 augustus  | Estepona – Vejer de la Frontera                  | 209,6                       | Heuvelrit                   | Alejandro Valverde                                                                                           | Movistar Team                                                                                                | Esteban Chaves              |                             |
| 5   | 26 augustus  | Rota – Alcalá de Guadaíra                        | 167,3                       | Vlakke rit                  | Caleb Ewan                                                                                                   | Orica-GreenEdge                                                                                              | Tom Dumoulin                |                             |
| 6   | 27 augustus  | Córdoba – Sierra de Cazorla (Cazorla)            | 200,3                       | Heuvelrit                   | Esteban Chaves                                                                                               | Orica-GreenEdge                                                                                              | Esteban Chaves              |                             |
| 7   | 28 augustus  | Jódar – La Alpujarra (Capileira)                 | 191,1                       | Bergrit                     | Bert-Jan Lindeman                                                                                            | Team LottoNL-Jumbo                                                                                           | Esteban Chaves              |                             |
| 8   | 29 augustus  | Puebla de Don Fadrique – Murcia                  | 182,5                       | Vlakke rit                  | Jasper Stuyven                                                                                               | Trek Factory Racing                                                                                          | Esteban Chaves              |                             |
| 9   | 30 augustus  | Torrevieja – Cumbre del Sol (Benitachell)        | 168,3                       | Heuvelrit                   | Tom Dumoulin                                                                                                 | Team Giant-Alpecin                                                                                           | Tom Dumoulin                |                             |
| 10  | 31 augustus  | Valencia – Castellón de la Plana                 | 146,6                       | Vlakke rit                  | Kristian Sbaragli                                                                                            | MTN-Qhubeka                                                                                                  | Tom Dumoulin                |                             |
|     | 1 september  | Rustdag ( Andorra la Vella)                      | Rustdag ( Andorra la Vella) | Rustdag ( Andorra la Vella) | Rustdag ( Andorra la Vella)                                                                                  | Rustdag ( Andorra la Vella)                                                                                  | Rustdag ( Andorra la Vella) | Rustdag ( Andorra la Vella) |
| 11  | 2 september  | Andorra la Vella – Cortals d'Encamp              | 138                         | Bergrit                     | Mikel Landa                                                                                                  | Astana Pro Team                                                                                              | Fabio Aru                   |                             |
| 12  | 3 september  | Escaldes-Engordany – Lleida                      | 173                         | Vlakke rit                  | Danny van Poppel                                                                                             | Trek Factory Racing                                                                                          | Fabio Aru                   |                             |
| 13  | 4 september  | Calatayud – Tarazona                             | 178                         | Heuvelrit                   | Nélson Oliveira                                                                                              | Lampre-Merida                                                                                                | Fabio Aru                   |                             |
| 14  | 5 september  | Vitoria-Gasteiz – Fuente del Chivo (Alto Campoo) | 215                         | Bergrit                     | Alessandro De Marchi                                                                                         | BMC Racing Team                                                                                              | Fabio Aru                   |                             |
| 15  | 6 september  | Comillas – Sotres (Cabrales)                     | 175,8                       | Bergrit                     | Joaquim Rodríguez                                                                                            | Team Katjoesja                                                                                               | Fabio Aru                   |                             |
| 16  | 7 september  | Luarca – Ermita del Alba (Quiros)                | 185                         | Bergrit                     | Fränk Schleck                                                                                                | Trek Factory Racing                                                                                          | Joaquim Rodríguez           |                             |
|     | 8 september  | Rustdag (Burgos)                                 | Rustdag (Burgos)            | Rustdag (Burgos)            | Rustdag (Burgos)                                                                                             | Rustdag (Burgos)                                                                                             | Rustdag (Burgos)            | Rustdag (Burgos)            |
| 17  | 9 september  | Burgos – Burgos                                  | 38,7                        | Individuele tijdrit         | Tom Dumoulin                                                                                                 | Team Giant-Alpecin                                                                                           | Tom Dumoulin                |                             |
| 18  | 10 september | Roa – Riaza                                      | 204                         | Heuvelrit                   | Nicolas Roche                                                                                                | Team Sky | Tom Dumoulin                |                             |
| 19  | 11 september | Medina del Campo – Ávila                         | 185,8                       | Heuvelrit                   | Alexis Gougeard                                                                                              | AG2R La Mondiale                                                                                             | Tom Dumoulin                |                             |
| 20  | 12 september | San Lorenzo de El Escorial – Cercedilla          | 175,8                       | Bergrit                     | Rubén Plaza                                                                                                  | Lampre-Merida                                                                                                | Fabio Aru                   |                             |
| 21  | 13 september | Alcalá de Henares – Madrid                       | 98,8                        | Vlakke rit                  | John Degenkolb                                                                                               | Team Giant-Alpecin                                                                                           | Fabio Aru                   |                             |

## Klassementsleiders na elke etappe
| Etappe      | Rode trui Alg. klassement | Groene trui Puntenklassement | Bolletjestrui Bergklassement | Witte trui Combiklassement | Geel rugnummer Ploegenklassement | Rood rugnummer Strijdlust |
| 1           | Peter Velits              | Niet uitgereikt              | Niet uitgereikt              | Niet uitgereikt            | BMC Racing Team                  | Cameron Meyer             |
| 2           | Esteban Chaves            | Esteban Chaves               | Esteban Chaves               | Esteban Chaves             | Team Sky                         | José Gonçalves            |
| 3           | Esteban Chaves            | Esteban Chaves               | Omar Fraile                  | Esteban Chaves             | Team Sky                         | Omar Fraile               |
| 4           | Esteban Chaves            | Peter Sagan                  | Omar Fraile                  | Esteban Chaves             | Team Sky                         | Markel Irizar             |
| 5           | Tom Dumoulin              | Peter Sagan                  | Omar Fraile                  | Esteban Chaves             | Team Sky                         | Iljo Keisse               |
| 6           | Esteban Chaves            | Peter Sagan                  | Omar Fraile                  | Esteban Chaves             | Team Sky                         | Miguel Ángel Rubiano      |
| 7           | Esteban Chaves            | Esteban Chaves               | Omar Fraile                  | Esteban Chaves             | Team Sky                         | Amets Txurruka            |
| 8           | Esteban Chaves            | Esteban Chaves               | Omar Fraile                  | Esteban Chaves             | Team Sky                         | Ángel Madrazo             |
| 9           | Tom Dumoulin              | Esteban Chaves               | Omar Fraile                  | Tom Dumoulin               | Team Sky                         | Omar Fraile               |
| 10          | Tom Dumoulin              | Esteban Chaves               | Omar Fraile                  | Tom Dumoulin               | Team Sky                         | Carlos Verona             |
| 11          | Fabio Aru                 | Esteban Chaves               | Omar Fraile                  | Tom Dumoulin               | Team Sky                         | Mikel Landa               |
| 12          | Fabio Aru                 | Esteban Chaves               | Omar Fraile                  | Tom Dumoulin               | Team Sky                         | Maxime Bouet              |
| 13          | Fabio Aru                 | Esteban Chaves               | Omar Fraile                  | Tom Dumoulin               | Team Sky                         | Paweł Poljański           |
| 14          | Fabio Aru                 | Esteban Chaves               | Omar Fraile                  | Tom Dumoulin               | Team Sky                         | Carlos Quintero           |
| 15          | Fabio Aru                 | Joaquim Rodríguez            | Omar Fraile                  | Joaquim Rodríguez          | Team Sky                         | Brayan Ramírez            |
| 16          | Joaquim Rodríguez         | Joaquim Rodríguez            | Omar Fraile                  | Joaquim Rodríguez          | Team Sky                         | Rodolfo Andres Torres     |
| 17          | Tom Dumoulin              | Joaquim Rodríguez            | Omar Fraile                  | Joaquim Rodríguez          | Team Sky                         | Tom Dumoulin              |
| 18          | Tom Dumoulin              | Joaquim Rodríguez            | Omar Fraile                  | Joaquim Rodríguez          | Team Movistar                    | Ángel Madrazo             |
| 19          | Tom Dumoulin              | Joaquim Rodríguez            | Omar Fraile                  | Joaquim Rodríguez          | Team Movistar                    | Alexis Gougeard           |
| 20          | Fabio Aru                 | Joaquim Rodríguez            | Omar Fraile                  | Joaquim Rodríguez          | Team Movistar                    | Rubén Plaza               |
| 21          | Fabio Aru                 | Alejandro Valverde           | Omar Fraile                  | Joaquim Rodríguez          | Team Movistar                    | Niet uitgereikt           |
| Eindstanden | Fabio Aru                 | Alejandro Valverde           | Omar Fraile                  | Joaquim Rodríguez          | Team Movistar                    | Tom Dumoulin              |

## Eindstanden

### Klassementen
| Algemeen Klassement |                    |                    |           |
| Plaats              | Naam               | Ploeg              | Tijd      |
| 1                   | Fabio Aru          | Astana             | 85u36'13" |
| 2                   | Joaquim Rodríguez  | Katjoesja          | + 57"     |
| 3                   | Rafał Majka        | Tinkoff-Saxo       | + 1'09"   |
| 4                   | Nairo Quintana     | Team Movistar      | + 1'42"   |
| 5                   | Esteban Chaves     | Orica-GreenEdge    | + 3'10"   |
| 6                   | Tom Dumoulin       | Team Giant-Alpecin | + 3'46"   |
| 7                   | Alejandro Valverde | Team Movistar      | + 6'47"   |
| 8                   | Mikel Nieve        | Team Sky           | + 7'06"   |
| 9                   | Daniel Moreno      | Katjoesja          | + 7'12"   |
| 10                  | Louis Meintjes     | MTN-Qhubeka        | + 10'26"  |
|                     |                    |                    |           |
| 14                  | Bart De Clercq     | Lotto Soudal       | + 16'34"  |

| Ploegenklassement |                        |            |
| Plaats            | Ploeg                  | Tijd       |
| 1                 | Team Movistar          | 256u44'38" |
| 2                 | Team Sky               | + 29'47"   |
| 3                 | Katjoesja              | + 35'44"   |
| 4                 | Astana                 | + 48'24"   |
| 5                 | Team Europcar          | + 1u11'01" |
| 6                 | Caja Rural-Seguros RGA | + 1u20'44" |
| 7                 | Tinkoff-Saxo           | + 1u40'58" |
| 8                 | Etixx-Quick Step       | + 1u43'44" |
| 9                 | Lotto Soudal           | + 1u55'17" |
| 10                | Cofidis                | + 2u36'11" |

### Nevenklassementen
| Puntenklassement |                    |                    |        |
| Plaats           | Naam               | Ploeg              | Punten |
| 1                | Alejandro Valverde | Team Movistar      | 118    |
| 2                | Joaquim Rodríguez  | Katjoesja          | 116    |
| 3                | Esteban Chaves     | Orica-GreenEdge    | 108    |
| 4                | Tom Dumoulin       | Team Giant-Alpecin | 105    |
| 5                | Nicolas Roche      | Team Sky           | 97     |
| 6                | Fabio Aru          | Astana             | 97     |
| 7                | John Degenkolb     | Team Giant-Alpecin | 93     |
| 8                | Rafał Majka        | Tinkoff-Saxo       | 89     |
| 9                | Nairo Quintana     | Team Movistar      | 84     |
| 10               | José Joaquín Rojas | Team Movistar      | 76     |
|                  |                    |                    |        |
| 14               | Tosh Van der Sande | Lotto Soudal       | 67     |

| Bergklassement |                      |                        |        |
| Plaats         | Naam                 | Ploeg                  | Punten |
| 1              | Omar Fraile          | Caja Rural-Seguros RGA | 82     |
| 2              | Rubén Plaza          | Lampre-Merida          | 63     |
| 3              | Fränk Schleck        | Trek Factory Racing    | 30     |
| 4              | Alessandro De Marchi | BMC Racing Team        | 28     |
| 5              | Mikel Landa          | Astana                 | 25     |
| 6              | José Gonçalves       | Caja Rural-Seguros RGA | 24     |
| 7              | Rodolfo Torres       | Colombia               | 22     |
| 8              | Pierre Rolland       | Team Europcar          | 20     |
| 9              | José Joaquin Rojas   | Team Movistar          | 19     |
| 10             | Mikaël Cherel        | AG2R La Mondiale       | 18     |
|                |                      |                        |        |
| 11             | Bert-Jan Lindeman    | Team LottoNL-Jumbo     | 16     |
| 39             | Maxime Monfort       | Lotto Soudal           | 4      |

| Combinatieklassement |                   |                        |        |
| Plaats               | Naam              | Ploeg                  | Punten |
| 1                    | Joaquim Rodríguez | Katjoesja              | 16     |
| 2                    | Fabio Aru         | Astana                 | 23     |
| 3                    | Tom Dumoulin      | Team Giant-Alpecin     | 24     |
| 4                    | Rafał Majka       | Tinkoff-Saxo           | 38     |
| 5                    | Esteban Chaves    | Orica-GreenEdge        | 43     |
| 6                    | Nicolas Roche     | Team Sky               | 46     |
| 7                    | Mikel Landa       | Astana                 | 49     |
| 8                    | José Gonçalves    | Caja Rural-Seguros RGA | 52     |
| 9                    | Nelson Oliveira   | Lampre-Merida          | 57     |
| 10                   | Fränk Schleck     | Trek Factory Racing    | 59     |
|                      |                   |                        |        |
| 23                   | Maxime Monfort    | Lotto Soudal           | 101    |